# Старое Муратово
Ста́рое Мура́тово (чув. Кивӗ Вӗренер) — деревня в составе Ковалинского сельского поселения Урмарского района Чувашской Республики.

## География
Расстояние до Чебоксар — 87 км, до районного центра — посёлка Урмары — 12 км, до железнодорожной станции (Урмары) —12 км. Расположена у границы с Республикой Татарстан.

### Административно-территориальная принадлежность
С XVIII века до 1927 года деревня находилась в составе А́ринской волости Свияжского уезда, Чебоксарского уезда, Новоковали́нской, Урма́рской волостей Цивильского уезда;

с 1927 года в составе Урмарского района. 

## История
Жители до 1724 года — ясачные люди, до 1866 года — государственные крестьяне; занимались земледелием, животноводством. 

Отечественная война 1812 года оставила глубокий след в народной памяти. <…> Из дер. Старое Муратово (ныне  Урмарского района), по преданию, в Отечественную войну сражались 33 человека, из них вернулись к своим очагам только 19. Особенно отличился на войне Якӑп Элекçейĕ (Алексей Яковлев). Он отслужил в армии 12 лет и после победы русской армии был демобилизован. Вернулся из армии грамотным. Его до сих пор почитают как славного сына народа, знатного человека деревни Старое Муратово.— Чувашские исторические предания:364-365
В 1884 году открыта церковноприходская школа. В 1931 году образован колхоз «Молотов». 

## Название
Русское название деревни — от имени Мурат.

### Историческое и прежние названия
Историческое название — Муратова. 

## Население
| 2010 | 2012 | 2015 |
| ---- | ---- | ---- |
| 252  | ↗291 | ↘249 |

По данным Всероссийской переписи населения 2002 года в деревне проживало 290 человек, преобладающая национальность — чуваши (98%).

## Инфраструктура
Имеются клуб, торговый павильон.

### Религия
Согласно архивным сведениям (по состоянию на 1899 год) жители деревни были прихожанами Архангельской церкви села Ковали (Архангельское). Церковь деревянная однопрестольная во имя Св. Архангела Михаила, была построена в 1757 году на средства прихожан, закрыта в 1936 году, не сохранилась.

В 80-х годах XIX века имели место случаи перехода жителей деревни в ислам: 

В Казанской епархии отпадения повлияли на настроения неустойчивых в религиозной ориентации чувашей некоторых селений Свияжского <…>, Цивильского (деревни Старое Муратово, Тенеево, Полевое Байбахтино, Большое Тябердино, Суринское), Чебоксарского <…> и Чистопольского <…> уездов <…>. Официальные христиане, но сохранявшие в быту приверженность «язычеству» и постоянно общавшиеся с соседями мусульманами — так охарактеризованы в отчетах по епархии в 80-90-х годах XIX в. чуваши этих селений (Отчет БСГ 1883: 755-767, 1887: 76, 1890: 169-170). Описывая их язык и культуру в начале XX в., священник А. Пчелов отмечал, что местные чуваши «не то чуваши, не то татары», так как говорили на «исковерканном» на чувашский лад татарском языке, носили татарские одежды… — Ягафова Е.А.
С 1997 года в деревне действует храм Св. первоверховных апостолов Петра и Павла.

## Памятники и памятные места
- Обелиск воинам, павшим в Великой Отечественной войне, «Помним их имена»[11].